# Снежана Богдановић
Снежана Богдановић (Земун, 5. новембар 1960) српска је позоришна, телевизијска и филмска глумица.

## Биографија
Снежана од 1994. живи у Њујорку са супругом Уликсом Фехмијуом и ћерком Ником, где држе пекару „Pain D’Avignon“
Увршћена је у „Енциклопедију националне дијаспоре”, коју уређује Иван Калаузовић Иванус.

## Награде и признања
- Добитница је „Златне арене” за најбољу главну женску улогу у Пули за улогу у филму Кудуз 1989. године.
- Године 1992. са Браниславом Лечићем добила је награду за глумачки пар године на двадесет седмом филмском фестивалу у Нишу.[3]

## Филмографија
| Год.       | Назив                     | Улога                  |
| ---------- | ------------------------- | ---------------------- |
| 1980.-те   |                           |                        |
| 1986.      | Херој улице               | Љиља                   |
| 1988.      | Роман о Лондону           | Млада жена Сер Малкова |
| 1989.      | Кудуз                     | Бадема                 |
| 1990.-те   |                           |                        |
| 1990.      | Метла без дршке           | Душкова мама           |
| 1991.      | Оригинал фалсификата      | Лена                   |
| 1991.      | Брод плови за Шангај      | кума Јелка             |
| 1991.      | Мој брат Алекса           | Анка Томлиновић        |
| 1992.      | Алекса Шантић (ТВ серија) | Анка                   |
| 2000.-те   |                           |                        |
| 2009.      | The Philanthropist        |                        |
| 2009.      | На терапији               | Даница                 |
| 2010.-те   |                           |                        |
| 2010.      | Добродошли                |                        |
| 2013—2016. | Синђелићи                 | Лила Синђелић          |
| 2019.      | Шавови                    | Ана                    |
| 2023.      | Посета (ТВ серија)        | Нена                   |
| 2023.      | Позив (ТВ серија)         | Звездана               |